# Оберн (Вайомінг)
Оберн (англ. Auburn) — переписна місцевість (CDP) в США, в окрузі Лінкольн штату Вайомінг. Населення — 375 осіб (2020).

## Географія
Оберн розташований за координатами 42°47′40″ пн. ш. 111°0′48″ зх. д. / 42.79444° пн. ш. 111.01333° зх. д. (42.794359, -111.013456).  За даними Бюро перепису населення США в 2010 році переписна місцевість мала площу 5,58 км², уся площа — суходіл.

### Клімат
Громада знаходиться у зоні, котра характеризується континентальним субарктичним кліматом. Найтепліший місяць — липень із середньою температурою 15.9 °C (60.7 °F). Найхолодніший місяць — січень, із середньою температурою -10.1 °С (13.8 °F).
| Клімат Оберна           | Клімат Оберна | Клімат Оберна | Клімат Оберна | Клімат Оберна | Клімат Оберна | Клімат Оберна | Клімат Оберна | Клімат Оберна | Клімат Оберна | Клімат Оберна | Клімат Оберна | Клімат Оберна | Клімат Оберна |
| Показник                | Січ.          | Лют.          | Бер.          | Квіт.         | Трав.         | Черв.         | Лип.          | Серп.         | Вер.          | Жовт.         | Лист.         | Груд.         | Рік           |
| Абсолютний максимум, °C | 21,1          | 12,8          | 20,6          | 27,2          | 29,4          | 33,9          | 36,7          | 35            | 34,4          | 27,8          | 27,8          | 15,6          | 36,7          |
| Середній максимум, °C   | −2,9          | 0             | 4,2           | 10,5          | 17,1          | 22,2          | 27,6          | 26,7          | 22,3          | 15,4          | 6,1           | −1,5          | 12,3          |
| Середня температура, °C | −10,1         | −7,8          | −3,7          | 2,5           | 8,3           | 12,1          | 15,9          | 14,9          | 10,9          | 5,6           | −1,7          | −8,4          | 3,2           |
| Середній мінімум, °C    | −17,4         | −15,4         | −11,6         | −5,4          | −0,4          | 2,1           | 4,3           | 3,1           | −0,6          | −4,1          | −9,4          | −15,4         | −5,8          |
| Абсолютний мінімум, °C  | −46,7         | −44,4         | −37,2         | −26,1         | −10,6         | −13,3         | −7,8          | −8,9          | −17,2         | −20,6         | −34,4         | −48,3         | −48,3         |
| Норма опадів, мм        | 41            | 36            | 38            | 38            | 52            | 43            | 29            | 29            | 34            | 43            | 32            | 36            | 450           |
| Днів з опадами          | 9             | 8             | 9             | 8             | 9             | 7             | 6             | 6             | 5             | 6             | 7             | 8             | 88            |
| ----------------------- | ------------- | ------------- | ------------- | ------------- | ------------- | ------------- | ------------- | ------------- | ------------- | ------------- | ------------- | ------------- | ------------- |
| Джерело: Weatherbase    |               |               |               |               |               |               |               |               |               |               |               |               |               |

## Демографія
Згідно з переписом 2010 року, у переписній місцевості мешкало 328 осіб у 104 домогосподарствах у складі 88 родин. Густота населення становила 59 осіб/км².  Було 124 помешкання (22/км²).
Расовий склад населення:
| - 95,4 % — білих - 4,6 % — осіб інших рас |

До двох чи більше рас належало 0,0 %. Частка іспаномовних становила 5,5 % від усіх жителів.
За віковим діапазоном населення розподілялося таким чином: 34,8 % — особи молодші 18 років, 54,5 % — особи у віці 18—64 років, 10,7 % — особи у віці 65 років та старші. Медіана віку мешканця становила 32,8 року. На 100 осіб жіночої статі у переписній місцевості припадало 97,6 чоловіків;  на 100 жінок у віці від 18 років та старших — 98,1 чоловіків також старших 18 років.
За межею бідності перебувало 4,7 % осіб, у тому числі 0,0 % дітей у віці до 18 років та 0,0 % осіб у віці 65 років та старших.
Цивільне працевлаштоване населення становило 81 осіб. Основні галузі зайнятості: освіта, охорона здоров'я та соціальна допомога — 34,6 %, фінанси, страхування та нерухомість — 16,0 %, транспорт — 14,8 %.